# Stanisław Nikołajenko
Stanisław Mykołajowycz Nikołajenko, ukr. Станіслав Миколайович Ніколаєнко (ur. 9 lutego 1956 w Bohdaniwce) – ukraiński polityk, politolog i nauczyciel akademicki, deputowany, w latach 2005–2007 minister oświaty i nauki.

## Życiorys
Kształcił się w akademii, przekształconej później w Narodowy Uniwersytet Biozasobów i Zarządzania Naturą Ukrainy. W 1978 został inżynierem mechanikiem, a w 1980 absolwentem pedagogiki. W 1991 uzyskał stopień kandydata nauk w instytucie politologii i socjologii w Odessie.
Pracował jako nauczyciel akademicki na macierzystej uczelni, dochodząc do stanowiska profesora. Działał w Komunistycznej Partii Ukrainy, był jej etatowym pracownikiem. W latach 90. przeszedł do Socjalistycznej Partii Ukrainy. W 1994, 1998, 2002 i 2006 uzyskiwał mandat deputowanego do Rady Najwyższej.
Od 2005 do 2007 zajmował stanowisko ministra oświaty i nauki w rządach Julii Tymoszenko, Jurija Jechanurowa i Wiktora Janukowycza. W 2009 odszedł z SPU, stanął na czele Partii Sprawiedliwość. Powrócił do działalności naukowej, w 2014 został rektorem Narodowego Uniwersytetu Biozasobów i Zarządzania Naturą Ukrainy.
Odznaczony Orderem „Za zasługi” klasy III (2006), II (2016) i I (2019).